# Ernst Gutstein
Ernst Gutstein (* 15. Mai 1924 in Wien; † 24. Februar 1998 ebenda) war ein österreichischer Opernsänger im Stimmfach Bariton.

## Leben
Ernst Gutstein studierte Gesang an der Akademie für Musik und Darstellende Kunst in Wien, unter anderem bei Josef Witt und bei dem bekannten Kammersänger und Bariton Hans Duhan. Sein Debüt als Opernsänger erfolgte 1948 am Landestheater Innsbruck als Don Fernando in der Oper Fidelio von Ludwig van Beethoven. Es folgten Engagements am Stadttheater Hagen (1952–1953), am Theater der Stadt Heidelberg (1953–1954) und am Staatstheater Kassel (1954–1958). In der Spielzeit 1958/59 sang er an der Deutschen Oper am Rhein in Düsseldorf und Duisburg. Von 1959 bis 1962 war er Mitglied am Opernhaus von Frankfurt am Main.
Seit 1963 gehörte Gutstein zum Ensemble der Wiener Staatsoper. Er war dort in fast 20 verschiedenen Partien in insgesamt 125 Vorstellungen zu hören. Er sang in Wien so unterschiedliche Partien wie Conte Almaviva in Le nozze di Figaro, Bartolo in Der Barbier von Sevilla, Friedrich von Telramund in Lohengrin und Faninal in der Oper Der Rosenkavalier von Richard Strauss, der als seine besondere Glanzrolle galt. Er übernahm weiters Charakterpartien aus dem deutschen Repertoire und der Moderne, unter anderem den Musiklehrer in Ariadne auf Naxos, Doktor Schön in Lulu und Alfred Ill in Der Besuch der alten Dame von Gottfried von Einem. In der Spielzeit 1995/96 trat er dort nochmals, weiterhin nahezu im Vollbesitz seiner stimmlichen Mittel, in zwei Vorstellungen als Theaterdirektor La Roche in der Oper Capriccio auf.
Unter der Direktion von Albert Moser (1963–1973) wurde Gutstein auch an die Wiener Volksoper verpflichtet. Dort sang er in zahlreichen Neueinstudierungen. Im Dezember 1965 übernahm er den Janus in der Oper Halka von Stanisław Moniuszko. Im Januar 1967 sang er dort an der Seite von Rudolf Schock den Sebastiano in der Premiere der Oper Tiefland von Eugen d’Albert. Im Februar 1972 sang er dort die Titelrolle in der musikalischen Neufassung der Oper König Nicolo von Rudolf Weishappel. Im Frühjahr 1972 folgte die Premiere von Die vier Grobiane von Ermanno Wolf-Ferrari; im November 1972 übernahm Gutstein den Besenbinder Peter in Engelbert Humperdincks Märchenoper Hänsel und Gretel in einer Neuinszenierung. Weitere Premieren Gutsteins an der Volksoper waren unter anderem Die verkaufte Braut (1973, als Kruschina), Preußisches Märchen (1978, als Vater Fadenkreutz) und Pariser Leben (Spielzeit 1980/81, als Brasilianer). 1975 sang er an der Wiener Volksoper den Archidiakon Claude Frollo in der selten gespielten, spätromantischen Oper Notre Dame von Franz Schmidt. In der Spielzeit 1979/80 übernahm er im Rahmen eines Orff-Abends eine der Hauptrollen in der Oper Die Kluge (Premiere: Juni 1980, Regie: Adolf Rott); als „polternder, stimmgewaltiger“ König war er „nicht ohne Charme“. In der Spielzeit 1980/81 sang er einen „beklemmenden“ Schischkow in der Oper Aus einem Totenhaus in einer Produktion der Wiener Volksoper, die im Sommer 1981 auch im Rahmen der Wiener Festwochen gezeigt wurde. Im Juli 1986 sang er an der Wiener Volksoper während der dortigen Sommeraufführungen den Sprecher in Mozarts Oper Die Zauberflöte. In der Spielzeit 1988/89 übernahm er unter der musikalischen Leitung von Ernst Märzendorfer den Lothario in der Neuinszenierung der Oper Mignon von Ambroise Thomas.
Gutstein trat auch bei den Salzburger Festspielen auf. 1955 war er dort als Ernest in Joseph Haydns komischer Oper Die Welt auf dem Monde zu hören. 1978 und 1979 sang er in Salzburg die Rolle des Faninal in der Oper Der Rosenkavalier.
Gutstein wirkte auch in einigen weiteren Opern-Uraufführungen mit: 1962 bei den Schwetzinger Festspielen in Wolfgang Fortners Oper In seinem Garten liebt Don Perlimplin Belisa, 1966 im Theater an der Wien in Die schwarze Spinne von Josef Matthias Hauer und 1975 in Zürich in Ein wahrer Held von Giselher Klebe.
In den 1960er Jahren trat Gutstein mehrfach an der Komischen Oper Berlin in Inszenierungen von Walter Felsenstein auf. In der Spielzeit 1960/61 sang er Germont-père in La traviata und Jago in Othello, an der Seite von Anny Schlemm als Desdemona. In der Spielzeit 1966/67 war er in der Titelrolle von Wolfgang Amadeus Mozarts Don Giovanni zu hören. 1964 sang er an der Oper Frankfurt unter der Regie von Harry Buckwitz die Titelrolle von Giuseppe Verdis Oper Macbeth mit Inge Borkh als Partnerin. 1965 war Gutstein in Frankfurt ein „virtuoser Kowaljoff“ in der Oper Die Nase von Dmitri Schostakowitsch.
Gutstein gastierte unter anderem an der Covent Garden Opera in London (1986 als Graf Waldner), an der Metropolitan Opera in New York (1979–1980 als Faninal) und an den Opernhäusern von Dallas (1982 als Faninal) und Houston (1990 als Faninal). Beim Glyndebourne Festival sang er 1985 und erneut 1989 als Partner von Elisabeth Glauser ebenfalls den Waldner in Arabella, sowie 1987 und 1990 den Theaterdirektor La Roche in Capriccio.
In der Spielzeit 1986/87 gastierte er am Stadttheater Bern als Doktor in Wozzeck. In der Spielzeit 1987/88 übernahm er dort den Don Magnifico in einer Neuinszenierung der Oper La Cenerentola, in der Spielzeit 1988/89 folgte dort der Theaterdirektor La Roche in Capriccio. Im Juni 1989 gastierte er am Grand Théâtre de Genève ebenfalls als La Roche. In der Spielzeit 1991/92 trat er im Théâtre du Châtelet in Paris in Adolf Dresens Lulu-Inszenierung als Nebendarsteller auf (Oktober 1991, Rollen: Medizinrat, Professor und Bankier). Außerdem sang er in der Spielzeit 1991/92 am Landestheater Innsbruck die Partie des Schigolch in einer Neuinszenierung der Oper Lulu. 1994 übernahm Gutstein im Museumsquartier Wien die Rollen des Tierbändigers und des Schigolch bei den Aufführungen der Oper Lulu. 1997 sang er bei den Schlossfestspielen Schönbrunn im Schloss Schönbrunn die Rolle des Gefängnisdirektors Frank in der Operette Die Fledermaus von Johann Strauß.
Gutstein war bis kurz vor seinem Tod als Gesangslehrer und Musikpädagoge weiterhin künstlerisch aktiv. Er war Professor am Konservatorium der Stadt Wien. Für seine künstlerischen Verdienste wurde er mit dem Titel Kammersänger ausgezeichnet.
Das durch Rundfunkaufnahmen, Live-Mitschnitte und Schallplatten überlieferte musikalische Schaffen von Ernst Gutstein wurde in den letzten Jahren weitgehend auch auf CD wiederveröffentlicht.